# Clubiona torta
Clubiona torta là một loài nhện trong họ Clubionidae.
Loài này thuộc chi Clubiona. Clubiona torta được Raymond Robert Forster miêu tả năm 1979.